# Leia Organa
Princeza Leia Organa Solo, Krunska princeza Alderaana, princeza Nabooa (rođena Leia Amidala Skywalker) je izmišljeni lik iz serijala Ratovi zvijezda. Ulogu princeze Leie imala je američka glumica Carrie Fisher i prvi put se pojavila u filmu Ratovi zvijezda IV: Nova nada (1977.).  
Ona je sestra blizanka od Luke Skywalkera, supruga od Han Soloa i majka Ben Soloa/Kylo Rena. Njen i Lukeov otac je bio moćni Jedi Anakin Skywalker, koji je kasnije prešao na tamnu stranu i postao Darth Vader. 

## Pregled lika

### Nova nada (1977.)
Princeza Leia Organa od Alderaana je članica Imperijskog Senata i nalazi se na tajnoj misiji za Pobunjenike kada njen brod napada Darth Vader. Prije nego što je uhvaćena uspijeva pohraniti hologramsku poruku u droid R2-D2, a s porukom i nacrte za novo imperisko mega oružje Smrtosnu zvijezdu. Dok R2-D2 uspjeva pobjeći na Tatooine da prenese poruku Obi-Wan Kenobiu, Darth Vader pokušava iz Leie izvući informacije o sljedećem koraku Pobunjenika no ona uspjeva zadržati sve planove za sebe. U pokušaju da dođu do informacija Moff Tarkin prijeti uništiti Leijin planet Alderaana ako ona ne surađuje. Nadajući se da spasi svoj planet Leia daje lokaciju bivše baze Pobunjenika ali Tarkin unatoč tome uništava Alderann pred njenim očima. Tada dolaze Luke i Han te ju zajedno s Chewbaccom spašavaju iz pritvora. Zajedno uspjevaju pobječi na Millenium Falconu dok se Obi-Wan žrtvuje da bi im omogućio bjeg.
Pomoču nacrta Smrtosne zvijezde Pobunjenici nalaze slabu točku u gradnji te Luke u borbi uspjeva projektilom svoje letjelice pogoditi slabu točku i time uništiti mega oružje Imperija. Nakon pobjede Leia dodjeljuje Lukeu i Hanu medalje za vrijeme slavlja.

### Imperij uzvraća udarac (1980.)
Tri godine nakon uništenja Smrtosne zvijezde Leia vodi evakuaciju Pobunjeničke baze na ledenom planetu Hoth nakon što ih Imperij napada. Zajedno s Hanom i Chewbaccom bježi s Falconom te se u pokušaju bjega skrivaju na asteroidu u svemiru. Polako se ona i Han zbližuju i dijele poljubac. Nakon što se uspostavi da u asteroidu boravi čudovišni crv bježe s Falconom na planet Bespin gdje se Han nada da će mu njegov stari prijatelj Lando Calrissian pomoći da popravi Falcon. Iako ih Lando prijateljski ugošćuje ubrzo ih predaje Darth Vaderu koji se tako nada primamiti Luke Skywalkera. Trenutak prije nego zamrznu Hana za Jabba the Hutta Leia priznaje da ga voli. Lando koji je bio prisiljen da tako postupi s prijateljem sada pomaže Leiji i Chewbacci te zajedno bježe u Falcon. Prije nego napuste Bespin odjednom Leia osjeća da je Luke u opasnosti i navodi Landa gdje ga naći.

### Povratak Jedija (1983.)
Prerušena kao lovac na glave Leia uspjeva ući u palaču Jabbe, vodeći Chewbaccu sa sobom kao prividnog taoca. Noću dok nikoga nema Leia uspjeva osloboditi Hana no Jabba ih otkriva te ju odlući držati kao roba. Nakon što Lukeov pokušaj pregovara ostaje neuspješan Jabba osuđuje Lukea, Hana i Chewbaccu na smrt. Pomoću Landa i R2-D2 su Luke i ostali u stanju se osloboditi dok Leia ubija Jabbu vlastitim okovima.
Kasnije zajedno s Pobunjenicima odlazi na pošumljeni mjesec Endor gdje se sprema napad na novo izgrađenu Smrtosnu zvijezdu. Nakon što se sprijateljuju sa stvorenjima Ewoks Leia saznaje od Lukea da mu je sestra. U prvo ga pokušava odvratiti od toga da se suoči s Vaderom ali on ipak odlazi.
Za vrijeme napada na imperisku bazu na Endoru je Leia lagano ranjena ali uz pomoć malih Ewoka uspjeva poraz imperiskih vojnika. Presretna kasnije slavi s Hanom i Lukeom pobjedu.

### Sila se budi (2015.)
Kao generalica Leia vodi Pokret otpora Nove republike u borbi protiv novo stvorenog Prvog reda- pristaša starog Imperija. Nakon uspješnog napada na Prvi red se ponovno susreće sa svojim suprugom Han Solom od kojeg je bila odvojena od kad je njihov sin Ben prešao na tamnu stranu i postao Kylo Ren. Sama sebi daje krivicu što je Ben prešao na tamnu stranu ali ju Han uvjerava da je Snoke za sve kriv. Nakon što Han- zajedno s Finnom koji želi spasiti Rey- susreče Rena još jednom moli sina da se vrati no ovaj ubija Hana što Leia preko Sile osjeti. Otpor uspjeva uništiti mega oružje Prvog reda dok pomoću droida BB-8 i R2-D2 isto uspjevaju složiti kartu koja vodi k Lukeu kojega Leia već dugo traži. Prije nego Rey otiđe u potragu za Lukeom joj Leia poručuje “Neka je Sila s tobom.”

### Posljednji Jedi (2017.)
Nakon evakuacije baze s D’Qara zajedno s mnogim borcima Leia bježi u svemir. Napad koji predvodi njen sin teško oštećuje njen brod, ubija mnoge vodeće generale i nju ostavlja ranjenom nakon čega vice admiralica Holdo preuzima komando. Nezadovoljan s vodstvom pod admiralicom Holdo Poe šalje Finna i Rose Tico na vlastitu tajnu misiju protiv Prvog reda dok Rey pronalazi Lukea na planetu Ahch-To.
Ponovno pri svijesti se Leia stavlja uz Holdo i plan evakuacije posade na planet Crait. U bazi na Craitu se odjednom pojavljuje Luke i razgovara sa sestrom koja je bila gubila nadu za svojeg sina. Dok Luke privlaći pažnju Kylo Rena na sebe, Leia i ostali bježe iz baze tajnim izlazom i s Falconom bježe u svemir. Zajedno s Rey osjeća da je Luke postao jedno sa Silom i ohrabruje ju da još ima nade.
Film je bio posvećen Carrie Fisher povodom njene smrti 27. prosinca 2016.

### Uspon Skywalkera (2019.)
Nakon Fisherine smrti, časopis Variety je izvijestio da bi se trebala pojaviti u Ratovima zvijezda: Uspon Skywalkera i nagađao da će Lucasfilm morati pronaći način da se pozabavi njezinom smrću i što će biti s njezinim likom. Snimanje je počelo 1. kolovoza 2018. godine. Lucasfilm je u siječnju 2017. objavio da "ne planiraju digitalno rekreirati izvedbu Carrie Fisher kao princeze ili generalice Leie Organe". U travnju 2017., Fisherova obitelj dodijelila je Disneyju i Lucasfilmu prava na korištenje nedavnih snimaka pokojne glumice u filmu Uspon Skywalkera. Međutim, Kennedy je naknadno rekla da se Fisher neće pojaviti u filmu. U srpnju 2018. najavljeno je da će se Fisher pojaviti kao Leia u filmu, koristeći neiskorištene snimke iz filma Ratovi zvijezda: Sila se budi. Bilo je također planova korišteja neupotrebljenih snimaka iz Posljednji Jedi, ali u konačnici nije bio uključen u deveti film. Fisherova kći Billie Lourd, koja je glumila poručnicu Connixa u sva tri filma nastavka, također je uskočila kao Leia za kratki trenutak u filmu u kojem je njezino lice digitalno zamijenjeno Fisherovom sličnošću, koristeći slike iz Povratka Jedija.
U filmu, Leia nastavlja voditi Otpor, dok nudi smjernice i podršku Rey koja nastavlja svoju obuku da postane Jedi. Flashback otkriva da je Leia napustila vlastiti trening nakon što je imala viziju koja proriče sinovu smrt ako završi. Dok se Rey i Ren bore na Kef Biru, Leia na samrti koristi svu svoju preostalu snagu da dopre do sina. Ometen nakon što je osjetio majčinu smrt, Rena ubode Rey vlastitim svjetlosnim mačem. Leia umire, zbog čega Rey iskusi ogromnu krivnju. Rey zacjeljuje Renovu ranu koristeći Silu. Nakon bitke kod Exegola, iskupljeni Ben Solo žrtvuje ostatak svoje životne snage kako bi uskrsnuo mrtvu Rey, a on nestaje u isto vrijeme kada Leia postaje jedno sa Silom. Rey se zatim vraća u Larsovo imanje na Tatooineu i zakopava svjetlosne mačeve koji su pripadali Leii i njezinom ocu, Anakinu Skywalkeru, dok duhovi Lukea i Leie s ponosom gledaju na nju, a Rey im odaje počast usvajanjem prezimena "Skywalker".

## Koncepcija lika
Leiu je stvorio tvorac Ratova zvijezda George Lucas, koji je 1999. objasnio svoj rani razvoj glavnih likova:
Prva [verzija] govorila je o princezi i starom generalu. Druga verzija uključivala je oca, njegovog sina i njegovu kćer; kći je bila junakinja filma. Sada je kći postala Luke, lik Marka Hamilla. Bila je i priča o dva brata gdje sam jednog od njih pretvorio u sestru. Stariji brat je bio zatvoren, a mlada sestra ga je morala spasiti i vratiti njihovom tati.
U grubom nacrtu za prvi film Ratova zvijezda, Leia je razmažena kći tinejdžerica kralja Kayosa i kraljice Brehe od Aquilae, s dva brata, Biggsom i Windyjem; Biggs se vratio četvrtom nacrtu kao Lukeov prijatelj iz djetinjstva. Leia je u jednom trenutku bila "kći Owena Larsa i njegove supruge Beru... Lukeova rođakinja - zajedno posjećuju grob njegove majke, koja je nestala s njegovim ocem na planeti koju je uništila Zvijezda smrti." Kasnije. Sinopsis priče utvrđuje Leiu kao "Leiu Antilles", kćer Baila Antillesa iz mirnog svijeta Organa Major. U četvrtom nacrtu ustanovljeno je da je "Leia Organa" došla umjesto toga s Alderaana.
Carrie Fisher je imala 19 godina kada je dobila ulogu princeze Leie, a glumice uključujući Amy Irving, Cindy Williams i Jodie Foster također su bile razmtrane za tu ulogu. InkTank je 2014. izvijestio da je proširena lista "više od dva tuceta glumica" koja je bila na audiciji za Leiu uključivala Glenn Close, Farrah Fawcett, Jessica Lange, Sissy Spacek, Sigourney Weaver, Cybill Shepherd, Jane Seymour, Anjelica Huston, Kim Basinger, Kathleen Turner, Geena Davis, Meryl Streep, i Terri Nunn. Upitana o Streep 2015., Fisher je rekla: "Nikad nisam čula za to. Ali Jodie Foster je bila za to... onu koju sam najviše poznavala. Amy Irving i Jodie. I shvatia sam."
O Leijinoj frizuri 'cimet punđa', George Lucas je izjavio: "U filmu iz 1977., jako sam radio na stvaranju nečeg drugačijeg što nije bilo modno, pa sam imao revolucionarni izgled žene iz jugozapadne Pancho Villa. Punđe su u osnovi iz Meksika s početka stoljeća." Lucas je kasnije primijetio da Leijina majka, Padmé Amidala, nosi Hopi frizuru sličnog izgleda u Osveti Sitha. Fotografija koja prikazuje slavnu meksičku revolucionarku Claru de la Rocha koja nosi sličnu frizuru postoji u arhivi Lucasovog muzeja narativne umjetnosti. Mental Floss je 2015. citirao istraživanje koje sugerira da meksičke revolucionarke nisu imale tako razrađene frizure, ali mlade Hopi žene koje se mogu udati jesu, a njihovi "kodlji od cvjetova tikvice" površno podsjećaju na Leijine punđe za kosu. Leijina frizura možda je također bila inspirirana frizurom kraljice Frie u stripu Flasha Gordona "The Ice Kingdom of Mongo" iz 1939. i supruge znanstvenika Barnesa Wallisa Molly (koju glumi Ursula Jeans) u ratnom filmu The Dam Busters iz 1955. godine. Usporedbe su također napravljene s iberijskom skulpturom iz 4. stoljeća prije Krista Gospa od Elchea, kao i frizurom "slušalice" iz 1920-ih.
Skladatelj John Williams stvorio je glazbeni lajtmotiv za Leiu koji se ponavlja kroz sagu o Ratovima zvijezda. "Tema princeze Leie" snimljena je kao koncertna suita (duljina 4:18) za partituru filma iz 1977. godine.
Drugi nacrt scenarija Povratka Jedija sadržavao je dijalog u kojem Obi-Wan govori Lukeu da ima sestru blizanku. Ona i njihova majka su "poslane u zaštitu prijatelja u udaljenom sustavu. Majka je umrla ubrzo nakon toga, a Lukeovu sestru posvojili su Benovi prijatelji, guverner Alderaana i njegova žena." Fisher je 1983. objasnila: "Leijin pravi otac napustio je majku kada je bila trudna, pa se njena majka udala za ovog kralja Organu. Ja sam posvojena i odrasla sam odvojena od drugih ljudi jer sam bila princeza."

## Kulturološki utjeca
Princeza Leia je nazvana ikonom 1980-ih, feminističkim herojem i "uzornom personifikacijom ženskog osnaživanja". Godine 2008., časopis Empire odabrao je Leiu kao 89. najveći filmski lik svih vremena, a IGN ju je naveo kao svog 8. najboljeg heroja Ratova zvijezda. UGO Networks je Leiu naveo kao jednog od svojih najboljih heroja svih vremena 2010. godine.
Lik je spominjan ili parodiran u nekoliko TV emisija i filmova, i slavljen u cosplayu. Fisher se pojavila u Leia metalnom bikiniju na naslovnici izdanja Rolling Stonea za ljeto 1983., dok se slika Leie i drugih likova koji okružuju Lucasa pojavila se na naslovnici izdanja Time od 25. svibnja 1983. Godine 2013., crtač Jeffrey Brown objavio je bestseler Star Wars: Vader's Little Princess, knjigu u stilu stripa koja prikazuje Dartha Vadera i mladu Leiu u duhovitim situacijama kao otac i kćer. Princeza Leia pojavljuje se na američkoj poštanskoj marki iz 2007. i na marki Velike Britanije iz 2015.
Leia se također koristila u širokom rasponu robe iz Ratova zvijezda, uključujući kipiće, akcijske figure i druge igračke, predmete za kućanstvo i odjeću, uredske potrepštine, prehrambene proizvode, te pjenušave kupke i šampone u Leii boce s njezinom glavom kao čepom. U svojoj emisiji za jednu ženu Wishful Drinking, Fisher je nazvala dispenzer princeze Leie Pez jednim od "užasa trgovanja" serije. U intervjuu 2011. Fisher je rekla:
Besplatno sam prdala svoju sliku. U to vrijeme nije bilo takve stvari kao što je "marketing"... Nije bilo merchandisinga vezanog uz filmove. Nitko nije mogao znati opseg franšize. Nije da ne mislim da sam slatka ili nešto slično, ali kad sam se pogledala u ogledalo, nisam mislila da odbacujem nešto vrijedno. U posljednje vrijeme osjećam se kao da sam Mini Maus — identitet princeze Leie toliko pomračuje svaki drugi identitet koji sam ikada imala.
Nakon što je 2012. godine tvrtka Walt Disney kupila LucasFilm, Disney Store je u svibnju 2014. izjavio da tvrtka "nema planova za Leia proizvode". Nakon javne kritike, Disney je za Time u lipnju 2014. rekao da će objaviti nekoliko Leia proizvoda. Funko je otad producirao nekoliko verzija Leie (barem jednu za svaki film) u svom POP-u! linija 4,5-inčnih vinilnih figura u japanskom super deformiranom stilu. Hasbro bi trebao objaviti akcijsku figuru Leie dok se pojavljuje u animiranoj seriji Star Wars Rebels.

### "Cinnamon buns"
Leijina jedinstvena frizura u filmu Zvijezdani Ratovi: Nova nada iz 1977. postala je poznata kao frizura "krafna" ili "role s cimetom" i ikona je lika i serije. Naslovna priča britanskog tinejdžerskog časopisa Jackie iz veljače 1978. uključivala je upute korak po korak o tome kako replicirati Leijine punđe za kosu. U kratkometražnoj parodiji iz 1978. godine Hardware Wars, princeza Anne-Droid ima pravo pecivo s cimetom sa strane glave. Gospođica Piggy iz Muppet Showa kopirala je frizuru u epizodi serije na temu Ratova zvijezda u veljači 1980. U komediji Mela Brooksa iz 1987. Spaceballs, princeza Vespa (Daphne Zuniga) ima istu frizuru, za koju se uskoro otkriva da je zapravo veliki par slušalica. U parodijskom filmu Thumb Wars, ulogu Leie ispunio je lik po imenu Princeza Bunhead, koja ima dvije cimet rolice za kosu. Godine 2015, lik Fisherove kćeri Billie Lourd u TV seriji horor komedije Scream Queens, bogata i nezadovoljna djevojka iz sestrinstva poznata kao Chanel br. 3, nosi štitnike za uši u svakoj sceni kao počast Fisherovoj kultnoj Leia frizuri. Lourd također imala cameo u filmu Sila se budi (2015.) u kojem nosi Leijine prepoznatljive punđe za kosu.

### Ikona za feminizam
Leia je bila predmet mnogih feminističkih analiza. Mark Edlitz napisao je za The Huffington Post 2010. da je "Leia uzorna personifikacija osnaživanja žena." David Bushman, televizijski kustos u Paley Centru za medije, rekao je 2012. godine: "Iz muške perspektive... princeza Leia bila je vrlo zaslužan lik za svoje vrijeme - ne savršen, ali svakako prkosan, samopouzdan i snažan." Alyssa Rosenberg iz Washington Posta napisala je 2015.: "Leia nije bila samo prva velika junakinja znanstvene fantastike i fantazije da zarobi moju maštu. Bila je jedan od prvih likova s kojima sam se susrela čija je moć proizašla iz njenog političkog uvjerenja i oštroumnosti." U svom članku iz 2007. "Feminism and the Force: Empowerment and Disillusionment in a Galaxy Far, Far Away", Diana Dominguez navela je Leiu kao dobrodošlu promjenu u odnosu na prethodne portrete žena na filmu i televiziji. Ona je napisala:
Ovdje je bila žena koja se znala igrati kao i s dečkima, ali koja nije morala postati jedan od dječaka i koja je mogla, ako i kada je htjela, pokazati da joj se sviđaju dečki, žena koja je otvorena, bez stida, i, što je najvažnije, nekažnjeno što je tako. Ona nije koketni seks-simbol, koji zavodljivo razbacuje kosu kako bi odvratio pozornost neprijatelja... Ona ne igra ulogu "materinske skrbnice", iako pokazuje brižnost i suosjećanje, ili "slatku nevinu djevojku" koja pasivno stoji po strani dok muškarci rade sav posao, ali se povlači kako bi ih pustila da rade ono u čemu su dobri kada je to mudro... Leia je heroj bez gubitka rodnog statusa; ne mora glumiti slatkog, bespomoćnog spolnog mačića ili postati bespolna i androgina da bi dobila ono što želi. Može biti jaka, drska, otvorena, zapovjedna i kučka, a i dalje je poštovati i smatrati ženstvenom.
Rosenberg piše da, iako je Luke isprva apolitičan nevin u potrazi za avanturom, a Han oportunist u potrazi za novcem, obojica su "pod utjecajem Leijine strasti [i] zauzimaju svoja mjesta kao puni sudionici pobune". Ona napominje: "Svi ostali na kraju dolaze do Leijinog pogleda na svijet."  Sama Leia, posebno posvećena svom političkom pokretu protiv Carstva, "pronalazi partnera u Hanu, priznajući da joj osobna sreća može pomoći da održi svoju predanost za izgradnju boljeg galaktičkog poretka". Rosenberg navodi "Leijinu spremnost da vidi najbolje u njemu i Haninu želju da živi u skladu s njezinim uvjerenjem u njega" kao temelj njihovog odnosa, također ističući svoje pokušaje da je natjera da prepozna da ima potrebe kao i svi drugi i da bi trebala priznati da ga ona treba.
U svom eseju iz 2012. "Lightsabers, Political Arenas, and Marriages", Ray Merlock i Kathy Merlock Jackson navode Leiu kao nasljednicu ranijih heroina znanstvene fantastike Wilme Deering iz Buck Rogersa i Dale Ardena iz Flasha Gordona, te utjelovljenje "nove faze u tekućem predstavljanju princeze iz bajke u opasnosti". Napisavši da "nakon Leie, princeze više neće biti pasivne i spašavane samo poljupcem", bilježe odraz lika u kasnijim animiranim filmovima Disneyjevih princeza i u ženama ratnicama kao što su Ellen Ripley iz franšize Alien i Xena iz avanture TV serija Xena: Princeza ratnica. A. O. Scott iz New York Timesa opisao je Leiu kao "pramajku Hermione Granger i Katniss Everdeen i nebrojenih Disneyjevih princeza novijeg doba. Ona je također predvidjela nedavni, pomalo zakašnjeli feministički zaokret u samom ciklusu Ratova zvijezda".
Mark Hamill opisao je Fisherov nastup kao:
Bila je bez napora feministica, znaš? Nije bila neka mimozica kojoj je trebao tip da je dođe spasiti. Zapravo, uz nju su Han i Luke izgledali kao klošari. Bila je sve samo ne ono što sam očekivao. Mislim, nekako sam pomislio: "Pa, ona ima 19 godina, to je jedva završila srednju školu." I na mnogo načina, bila je puno starija i mudrija od mene.
Sama Fisher opisala je Leiu kao "ogromnu" feminističku ikonu, odbacivši sugestiju da je lik ikada bio "djevojka u nevolji". Fisher je za Leiu rekla: "Ona im je zapovijedala. Ne znam što je tvoja ideja o nevolji, ali to nije bilo to! I nisam bila neka mica koja trči galaksijom sa sisama koje skakuću okolo. Tako da nisam "ne prijeti ženama". Dodala je: "Sviđa mi se princeza Leia. Sviđa mi se kako je bila žestoka. Sviđa mi se kako je ubila Jabbu Hutta". "Mislim da sam princeza Leia, a princeza Leia to sam ja. To je poput Möbiusovog striptiza."

### Metalni bikini
Rosenberg je primijetio da je "kostim postao kulturološki kultan na način koji je izmakao iz konteksta scena u kojima ga je Leia nosila i stvari koje radi nakon što je natjerana u odjeću." Wired je napisao 2006. "Nema sumnje da je prizor Carrie Fisher u zlatnom znanstveno-fantastičnom kupaćem kostimu urezan u znojavu podsvijest generacije obožavatelja koji je u proljeće 1983. došao u pubertet." Priznajući mišljenje nekih da je "Robinja Leia " ikonografija kalja poziciju lika kao "feminističkog heroja", Rosenberg tvrdi:
Leia je možda zarobljena u ovim scenama, ali nije baš pokorna fantazija. Umjesto toga, čeka trenutak kada može pokrenuti taj bijes, provodeći pažljivo osmišljen plan za spašavanje svog ljubavnika. A kada dođe taj trenutak, bikini Leiu ne osuđuje na pasivnost. Ona se diže i koristi same lance koji je vežu da zadavi stvorenje koje joj je pokušalo oduzeti moć pretvarajući je u seksualni objekt.
Režiserka znanstvene fantastike Letia Clouston s tim se slaže, rekavši: "Sci-fi je imala dugu povijest jakih ženskih likova. Da, princeza Leia bila je u zlatnom bikiniju, ali ona je također bila ta koja je sama ubila Jabbu. Kad uzmete u obzir filmovi i TV emisije poput Terminatora, Aliensa, Battlestar Galactica, pa čak i videoigara poput Metroida, možete vidjeti da je znanstvena fantastika dosljedno promovirala snagu žena više od bilo kojeg drugog žanra.

## Vanjske poveznice
- Princeza Leia u StarWars.com datoteci
- Princeza Leia u Wookieepedia, a Star Wars wiki
- Leia Organa na IMDb